# Augusto Bertazzoni
Augusto Cesare Bertazzoni (* 10. Januar 1876 in Polesine di Pegognaga; † 30. August 1972 in Potenza) war ein italienischer Geistlicher und römisch-katholischer Bischof von Potenza und Marsico Nuovo.

## Leben
Augusto Bertazzoni empfing am 23. Februar 1899 das Sakrament der Priesterweihe.
Papst Pius XI. ernannte ihn am 30. Juni 1930 zum Bischof von Potenza und Marsico Nuovo. Der Bischof von Mantua, Agostino Domenico Menna, spendete ihm am 15. August desselben Jahres die Bischofsweihe. Mitkonsekratoren waren der Bischof von Adria, Anselmo Rizzi, und der Erzbischof von Perugia, Giovanni Battista Rosa.
Papst Pius XII. verlieh ihm am 30. November 1950 den persönlichen Titel eines Erzbischofs. Er nahm an allen vier Sitzungsperioden des Zweiten Vatikanischen Konzils als Konzilsvater teil.
Papst Paul VI. nahm am 30. November 1966 seinen altersbedingten Rücktritt an und ernannte ihn zum Titularbischof von Temuniana.
Im für ihn eingeleiteten Seligsprechungsprozess erkannte ihm Papst Franziskus am 2. Oktober 2019 den heroischen Tugendgrad zu.